# 梅蓮 (阿拉巴馬州)
梅蓮（英語：Maylene）是一個位於美國阿拉巴馬州謝爾比縣的非建制地區。該地的面積和人口皆未知。

## 地理
梅蓮的座標為33°12′12″N 86°51′42″W / 33.20333°N 86.86167°W，而該地的平均海拔高度為150米（即492英尺）。